# Mildred L. Batchelder Award
Der Mildred L. Batchelder Award wird jährlich von der American Library Association an US-amerikanische Verleger von Kinderbüchern verliehen, die ursprünglich auf anderen Märkten veröffentlichte und übersetzte Kinderbücher auf den amerikanischen Markt bringen.

## Vom Preisträger verlegte Werke
(Die Jahreszahl bezeichnet das Jahr der Preisvergabe)
- 1968: Erich Kästner, The Little Man (orig. Der kleine Mann, 1963, deutsch)
- 1969: Babbis Friis-Baastaad, Don't Take Teddy
- 1970: Alki Zeï, Wildcat Under Glass
- 1971: Hans Baumann, In the Land of Ur: The Discovery of Ancient Mesopotamia (orig. Im Lande Ur, 1968, deutsch)
- 1972: Hans Peter Richter, Friedrich (orig. Damals war es Friedrich, 1961, deutsch)
- 1973: S. R. van Iterson, Pulga
- 1974: Alki Zeï, Petros' War
- 1975: Aleksander Linevski, An Old Tale Carved out of Stone
- 1976: Ruth Hürlimann, The Cat and Mouse Who Shared a House (orig. Katze und Maus in Gesellschaft: ein Grimm-Märchen, 1973, deutsch)
- 1977: Cecil Bødker, The Leopard
- 1978: nicht vergeben
- 1979: Christine Nöstlinger, Konrad  (orig. Konrad oder Das Kind aus der Konservenbüchse, 1975, deutsch)
- 1979: Jörg Steiner, Rabbit Island (orig. Die Kanincheninsel, 1977, deutsch)
- 1980: Alki Zeï, The Sound of the Dragon's Feet
- 1981: Els Pelgrom, The Winter When Time Was Frozen
- 1982: Harry Kullman, Battle Horse
- 1983: Toshi Maruki, Hiroshima No Pika
- 1984: Astrid Lindgren, Ronia, the Robber's Daughter
- 1985: Uri Orlev, The Island on Bird Street
- 1986: Christophe Gallaz, illustriert von Roberto Innocenti, Rose Blanche
- 1987: Rudolf Frank, No Hero for the Kaiser (orig. Der Schädel des Negerhäuptlings Makaua, 1931; Der Junge, der seinen Geburtstag vergaß, 1982, deutsch)
- 1988: Ulf Nilsson, If You Didn't Have Me
- 1989: Peter Härtling, Crutches (orig. Krücke, 1986, deutsch)
- 1990: Bjarne Reuter, Buster's World
- 1991: Rafik Schami, A Hand Full of Stars (orig. Eine Hand voller Sterne, 1987, deutsch)
- 1992: Uri Orlev, The Man from the Other Side
- 1993 nicht vergeben
- 1994: Pilar Molina Llorente, The Apprentice
  - Ruud van der Rol und Rian Verhoeven, Anne Frank: Beyond the Diary; Annemie Heymans und Margriet Heymans, The Princess in the Kitchen Garden
- 1995: Bjarne Reuter, The Boys from St.Petri
  - Vedat Dalokay, Sister Shako and Kolo the Goat
- 1996: Uri Orlev, The Lady with the Hat
  - Jo Hoestland, Star of Fear, Star of Hope; Lutz van Dijk, Damned Strong Love: The True Story of Willi G. and Stephan K
- 1997: Kazumi Yumoto, The Friends
- 1998: Josef Holub, The Robber and Me (orig. Bonifaz und der Räuber Knapp, 1996, deutsch)
  - Elke Heidenreich, Nero Corleone: A Cat's Story; Tatjana Wassiljewa, Hostage to War: A True Story
- 1999: Schoschana Rabinovici, Thanks to My Mother (orig. Dank meiner Mutter, 1994, deutsch)
  - Susie Morgenstern, Secret Letters from 0 to 10
- 2000: Anton Quintana, The Baboon King
  - Quint Buchholz, Collector of Moments; Christina Björk, Vendela in Venice; Ineke Holtwijk, Asphalt Angels
- 2001: Daniella Carmi, Samir and Yonatan
  - Christian Lehmann, Ultimate Game
- 2002: Karin Gündisch, How I Became an American (orig. Das Paradies liegt in Amerika, 2000, deutsch)
  - Susie Morgenstern, A Book of Coupons
- 2003: Cornelia Funke, The Thief Lord (orig. Herr der Diebe, 2000, deutsch)
  - Hanna Johansen, Henrietta and the Golden Eggs
- 2004: Uri Orlev, Run, Boy, Run
  - Bea Uusma Schyffert, The Man Who Went to the Far Side of the Moon: The Story of Apollo 11 Astronaut Michael Collins
- 2005: Joëlle Stolz, The Shadows of Ghadames
  - Bodil Bredsdorff, The Crow-Girl: The Children of Crow Cove; David Chotjewitz, Daniel Half Human and the Good Nazi
- 2006: Josef Holub, An Innocent Soldier (orig. Der Russländer, 2002, deutsch)
  - René Goscinny, illust. Jean-Jacques Sempé, Nicholas; Valérie Zenatti, When I Was a Soldier
- 2007: Jean-Claude Mourlevat, The Pull of the Ocean
- 2008: Miyuki Miyabe, Brave Story
- 2009: Nahoko Uehashi, Moribito: Guardian of the Spirit
- 2010: Annika Thor, A Faraway Island
- 2011: Anne-Laure Bondoux, A Time of Miracles
- 2012: Bibi Dumon Tak, Soldier Bear
- 2013: Anne C. Voorhoeve, My Family for the War (orig. Liverpool Street, 2007, deutsch)
- 2014: Truus Matti, Mister Orange
- 2015: Bibi Dumon Tak, illust. Philip Hopman, Mikis and the Donkey
- 2016: Beatrice Alemagna, The Wonderful Fluffy Little Squishy
- 2017: Glenn Ringtved, illust. Charlotte Pardi, Cry, Heart, But Never Break
- 2018: Jakob Wegelius, The Murderer’s Ape
- 2019: Evelina Daciūtė, illust. Aušra Kiudulaitė, The Fox on the Swing
- 2020: Håkon Øvreås, illust. Øyvind Torseter, Brown (orig. Brune, 2013, norweg.; dt.: Super-Bruno)
- 2021: Gianni Rodari, illust. Valerio Vidali, Telephone Tales (orig. Favole al telefono, 1962, ital.)